# Тан Яодун
Тан Яодун (кит.: 唐尧东, нар. 17 лютого 1962, Шеньян) — китайський футболіст, що грав на позиції півзахисника за клуб «Ляонін Хувін», а також національну збірну Китаю.. По завершенні ігрової кар'єри — тренер. 

## Клубна кар'єра
У дорослому футболі дебютував 1983 року виступами за команду «Ляонін Хувін», кольори якої захищав до завершення ігрової кар'єри у 1995 році з невилкою переровю у 1992, коли виступав в Японії за «Оцука Фарма».
У складі «Ляонін Хувін» шість разів виборював титул чемпіона Китаю, а1990 року ставав клубним чемпіоном Азії.

## Виступи за збірну
1986 року дебютував в офіційних матчах у складі національної збірної Китаю.
У складі збірної був учасником кубка Азії з футболу 1988 року в Катарі.
Загалом протягом п'ятирічної кар'єри в національній команді провів у її формі 37 матчі, забивши 4 голи.

## Кар'єра тренера
Розпочав тренерську кар'єру невдовзі по завершенні кар'єри гравця, 1996 року, очоливши тренерський штаб клубу «Нанкін Йойо».
2005 року повернувся до рідного «Ляонін Хувін» на посаду помічника головного тренара, а невдовзі очолив його тренерський штаб, в якому пропрацював до 2007 року. 
У 2008–2014 роках встиг попрацювавати у клубі «Хенань Цзяньє» і як помічник головного тренера, і як головний тренер, а частину 2012 року очолював «Чунцін Ліфань».
Протягом 2015–2017 років тренував команди «Шеньчжень» та «Ухань Чжоер».

## Титули і досягнення
- Чемпіон Китаю (6):

«Ляонін Хувін»: 1985, 1987, 1988, 1990, 1991, 1993
- Володар Кубка Китаю (2):

«Ляонін Хувін»: 1984, 1986
- Клубний чемпіон Азії (1):

«Ляонін Хувін»: 1989-1990